# Gila intermedia
Gila intermedia är en fiskart som först beskrevs av Girard, 1856.  Gila intermedia ingår i släktet Gila och familjen karpfiskar. IUCN kategoriserar arten globalt som nära hotad. Inga underarter finns listade i Catalogue of Life.